# Hampton (Nova Hampshire)
Hampton é uma cidade  localizada no estado americano de Nova Hampshire, no Condado de Rockingham.

## Demografia
Segundo o censo americano de 2000, a sua população era de 14.937 habitantes.

## Geografia
De acordo com o United States Census Bureau tem uma área de
37,7 km², dos quais 33,7 km² cobertos por terra e 4 km² cobertos por água. Hampton localiza-se a aproximadamente 15 m acima do nível do mar.

## Localidades na vizinhança
O diagrama seguinte representa as localidades num raio de 16 km ao redor de Hampton.